# Jeux sud-asiatiques de 1987
Les Jeux sud-asiatiques 1987 se sont déroulés à Calcutta, en Inde en 1987. Il s'agit de la 3e édition.

## Tableaux des médailles
| Rang | Nation     | Or | Argent | Bronze | Total |
| ---- | ---------- | -- | ------ | ------ | ----- |
| 1er  | Inde       | 91 | 45     | 19     | 155   |
| 2e   | Pakistan   | 16 | 39     | 16     | 66    |
| 3e   | Sri Lanka  | 4  | 7      | 23     | 34    |
| 4e   | Bangladesh | 3  | 20     | 31     | 54    |
| 5e   | Népal      | 2  | 7      | 33     | 42    |
| 6e   | Bhoutan    | 0  | 1      | 5      | 6     |
| 7e   | Maldives   | 0  | 0      | 0      | 0     |